# Brejão
Brejão este un oraș în Pernambuco (PE), Brazilia.